# Litoria lutea
Espèce
Synonymes
- Hyla lutea Boulenger, 1887

Statut de conservation UICN

 VU B1ab(iii) : Vulnérable
Litoria lutea est une espèce d'amphibiens de la famille des Pelodryadidae.

## Répartition
Cette espèce est endémique des îles Salomon. Elle se rencontre du niveau de la mer jusqu'à environ 50 m d'altitude :
- aux Salomon sur les îles Santa Isabel, Choiseul et de la Nouvelle-Géorgie ;
- en Papouasie-Nouvelle-Guinée sur les îles Buka et Bougainville.

## Description
Le mâle holotype mesure 67 mm.

## Publication originale
- Boulenger, 1887 : Second contribution to the herpetology of the Solomon Islands. Proceedings of the Zoological Society of London, vol. 1887, p. 333-338 (texte intégral).